# 薩韋德拉 (聖克魯斯省)
薩韋德拉是玻利維亞的城鎮，位於該國東南部，由聖克魯斯省負責管轄，距離首府聖克魯斯72公里，海拔高度279米，每年平均降雨量約1,300毫米，2012年人口4,612。
17°13′31″S 63°12′51″W / 17.2253°S 63.2142°W